# Gollarahosahalli, Piriyapatna
Gollarahosahalli là một làng thuộc tehsil Piriyapatna, huyện Mysore, bang Karnataka, Ấn Độ.